# EADS Mako/HEAT
EADS Mako/High Energy Advanced Trainer (Mako/HEAT) je bilo predlagano enomotorno reaktivno šolsko vojaško letalo evropskega obrambnega podjetja EADS. Ima uvlačljivo pristajalno podvozje tipa tricikel in stabilator rep. Poganjal naj bi ga ameriški turbofan motor F414M.

## Specifikacije
Splošne karakteristike
- Posadka: 1 za jurišno verzijo, 2 rpi trenažerju
- Tovor: 4500 kg ()
- Dolžina: 13,75 m (45,11 ft)
- Razpon kril: 8,25 m (27,07 ft)
- Višina: 4,5 m (14,76 ft)
- Površina kril: 25,08 m² (271 ft²)
- Teža praznega letala: 6200 kg (13668/12787 lb)
- Maks. vzletna teža: 13000 kg (28660 lb)
- Pogon letala: 1 × General Electric F414M turbofan
  - Potisk motorjev (suh): 12500 lbf (55,6 kN)
  - Potisk motorjev z dodatnim zgorevanjem: 16850 lbf (75 kN)

 Zmogljivost 
- Maks. hitrost: Mach 1,5 (1600 Km/h)
- Doseg: 2000 navtičnih milj (največ 3700 km)
- Bojni radij: 1300 km (800 milj, 732 navtičnih milj)
- Višina leta: 15240 m (50000ft)

Oborožitev

- Strelno orožje: 1x 27 mm top
- Nosilci za orožje: 7 s kapaciteto 4500 kg
- Rakete: 4 nosilci
- Izstrelki: 4x AIM-9, IRIS-T or ASRAAM, AMRAAM, FMRAAM ali Mica, 5x AGM-65 Maverick, 2x protiladijske rakete
- Bombe: Do 12x Mk.82, 8x Mk.83, 4x GBU 16, ali 3x GBU 24